# The Climb
"The Climb" é o primeiro single principal da trilha sonora do filme Hannah Montana: The Movie. Na estreia do single, será interpretada por Cyrus como artista solo para o rádio country. Foi lançada oficialmente no formato country em 9 de março de 2009.  Em Fevereiro de 2009, a música ganhou lugar no Billboard Pop 100. Estreou na 48ª posição no Hot Country Songs em 14 de Março de 2009. Uma semana depois, estreou na Billboard Hot 100 na 6ª posição, dando a Cyrus seu terceiro top 10. Foi acrescentada nas turnês Wonder World, Gypsy Heart e Attention.

## Promoção e lançamento
Miley Cyrus interpretou “The Climb” na Academia de Músicas Country em 5 de Abril de 2009. Cantou a música no We Are The Future: Kids’ Inaugural Special, e também no The Tonight Show with Jay Leno. Em 1 de abril de 2009, teve uma performance em American Idol, e recentemente, nos shows Good Morning America e Live with Regis and Kelly, em 9 e 10 de abril respectivamente. A música entrou na Tracklist oficial do EP de Cyrus, lançado em 2009, "The Time Of Our Lives", como faixa bônus.

## Vídeo musical
O vídeo clipe (dirigido por Matthew Rolston) foi lançado em 11 de Fevereiro de 2009 no MySpace de Cyrus. O vídeo mostra Miley andando, segurando uma guitarra, com cenas do filme no fundo. Quando começa a chover, tira sua jaqueta e suas botas e começa a tocar seu violão. Em direção a conclusão do vídeo, ela é vista cantando descalça no topo de um penhasco. O clipe é similar à “I'm Not a Girl, Not Yet a Woman” da cantora Britney Spears.
O vídeo para canção estreou na 19.ª posição no Top Twenty Countdown do Country Music Television na semana de 13 de março de 2009. Em 12 de Abril, o iTunes ofereceu The Climb (versão não-filme), o clipe, mas com algumas cenas de Hannah Montana: O Filme.

## Performance nas paradas
Como artista solo, “The Climb” é o primeiro solo de Cyrus lançado para o rádio country, desde seu hit de 4ª posição “Ready, Set, Don’t Go”, que foi lançado com seu pai Billy Ray Cyrus em 2007. A música conseguiu a 48ª posição na estreia em Hot Country Songs, na semana de 14 de Março de 2009. Cyrus interpretou a música no Kids Inaugural na Disney Channel em 19 de Janeiro de 2009. Na semana de 21 de março de 2009 conseguiu a 6.ª posição no Billboard Hot 100. Sem promoção, “The Climb” entrou na 82.ª posição no UK Singles Chart em 22 de março de 2009, e após conseguiu a 49.ª posição. No Irish Singles Chart, a música estreou na 43ª posição e depois conseguiu a 24.ª posição.

## Faixas e formatos
CD Promo
1. “The Climb” (Piano Intro)
2. “The Climb” (Violão Intro)

UK CD Single
1. “The Climb” (Versão álbum)
2. “Fly On The Wall” (David Khane Remix)

### Paradas de sucesso
| Chart (2009)                                  | Melhor posição |
| --------------------------------------------- | -------------- |
| Austrália - Australian Singles Chart          | 4              |
| Áustria - Ö3 Austria Top 75                   | 30             |
| Alemanha - Media Control AG                   | 41             |
| Brasil - Brasil Hot 100 Airplay               | 3              |
| Canadá - Canadian Hot 100                     | 5              |
| Dinamarca - (Danish Singles Chart)            | 37             |
| Espanha - (Spain Singles Top 50)              | 46             |
| Estados Unidos - Billboard Hot 100            | 4              |
| Estados Unidos (Pop Songs)                    | 5              |
| Estados Unidos - Billboard Adult Contemporary | 1              |
| Estados Unidos - Billboard Hot Country Songs  | 25             |
| Estados Unidos - Billboard Adult Pop Songs    | 5              |
| França - SNEP                                 | 16             |
| Irlanda - (Irish Singles Chart)               | 11             |
| Nova Zelândia - RIANZ                         | 12             |
| Noruega - Norway Singles Chart                | 5              |
| Polónia - (Polish Music Charts)               | 7              |
| Portugal - (Portugal Top 50)                  | 6              |
| Reino Unido - UK Singles Chart                | 11             |
| Suécia - Sverigetopplistan                    | 40             |
| Suíça - Media Control AG                      | 38             |

### Vendas e Classificações
| País           | Certificação | Vendas    |
| -------------- | ------------ | --------- |
| Austrália      | 2× Platina   | 150.000   |
| Canadá         | 3× Platina   | 240.000   |
| Estados Unidos | 4× Platina   | 4.000.000 |
| Nova Zelândia  | Platina      | 15.000    |
| Reino Unido    | Prata        | 340.000   |

## Lançamentos
| Região         | Data                  | Produtora                                 | Formatos                           |
| -------------- | --------------------- | ----------------------------------------- | ---------------------------------- |
| Estados Unidos | 21 de fevereiro, 2009 | Walt Disney Records, Lyric Street Records | Rádio Disney                       |
| Estados Unidos | 5 de março, 2009      | Walt Disney Records, Lyric Street Records | Download Digital                   |
| Estados Unidos | 9 de março, 2009      | Walt Disney Records, Lyric Street Records | Rádio Country, Rádio Mainstream    |
| Reino Unido    | 27 de abril, 2009     | Walt Disney Records, Lyric Street Records | Download Digital, CD single, Rádio |